# Mimetus strinatii
Espèce
Mimetus strinatii est une espèce d'araignées aranéomorphes de la famille des Mimetidae.

## Distribution
Cette espèce est endémique du Sri Lanka. Elle se rencontre à Ella dans la grotte de Ravana Ella.

## Description
La femelle holotype mesure 5,70 mm.

## Étymologie
Cette espèce est nommée en l'honneur de Pierre Strinati.

## Publication originale
- Brignoli, 1972 : Ragni di Ceylon I. Missione biospeleologica Aellen-Strinati (1970) (Arachnida, Araneae). Revue Suisse de Zoologie, vol. 79, p. 907-929 (texte intégral).